# أولجير ميركاج
أولجير ميركاج (بالألبانية: Olger Merkaj‏) (23 يوليو 1997 بفلوره في ألبانيا - ) هو لاعب كرة قدم ألباني في مركز الهجوم.

## روابط خارجية
- أولجير ميركاج على موقع قاعدة بيانات كرة القدم.إي يو (الإنجليزية)
- أولجير ميركاج على موقع Soccerway.com (الإنجليزية)